# (17407) Teige
(17407) Teige ist ein Asteroid des mittleren Hauptgürtels. Er wurde am 14. Oktober 1987 von dem tschechischen Astronomen Antonín Mrkos am Kleť-Observatorium (IAU-Code 046) bei Český Krumlov entdeckt.
Der mittlere Durchmesser des Asteroiden liegt laut Berechnung bei circa 9 Kilometern. Die Albedo von 0,065 (±0,009) lässt auf eine dunkle Oberfläche schließen. Mit 0,2721 hat seine Umlaufbahn um die Sonne eine hohe Exzentrizität.
(17407) Teige wurde am 14. November 2016 nach dem tschechischen Kritiker, Kunsttheoretiker, Publizist, Künstler und Übersetzer Karel Teige (1900–1951) benannt.